# 자동차 안전

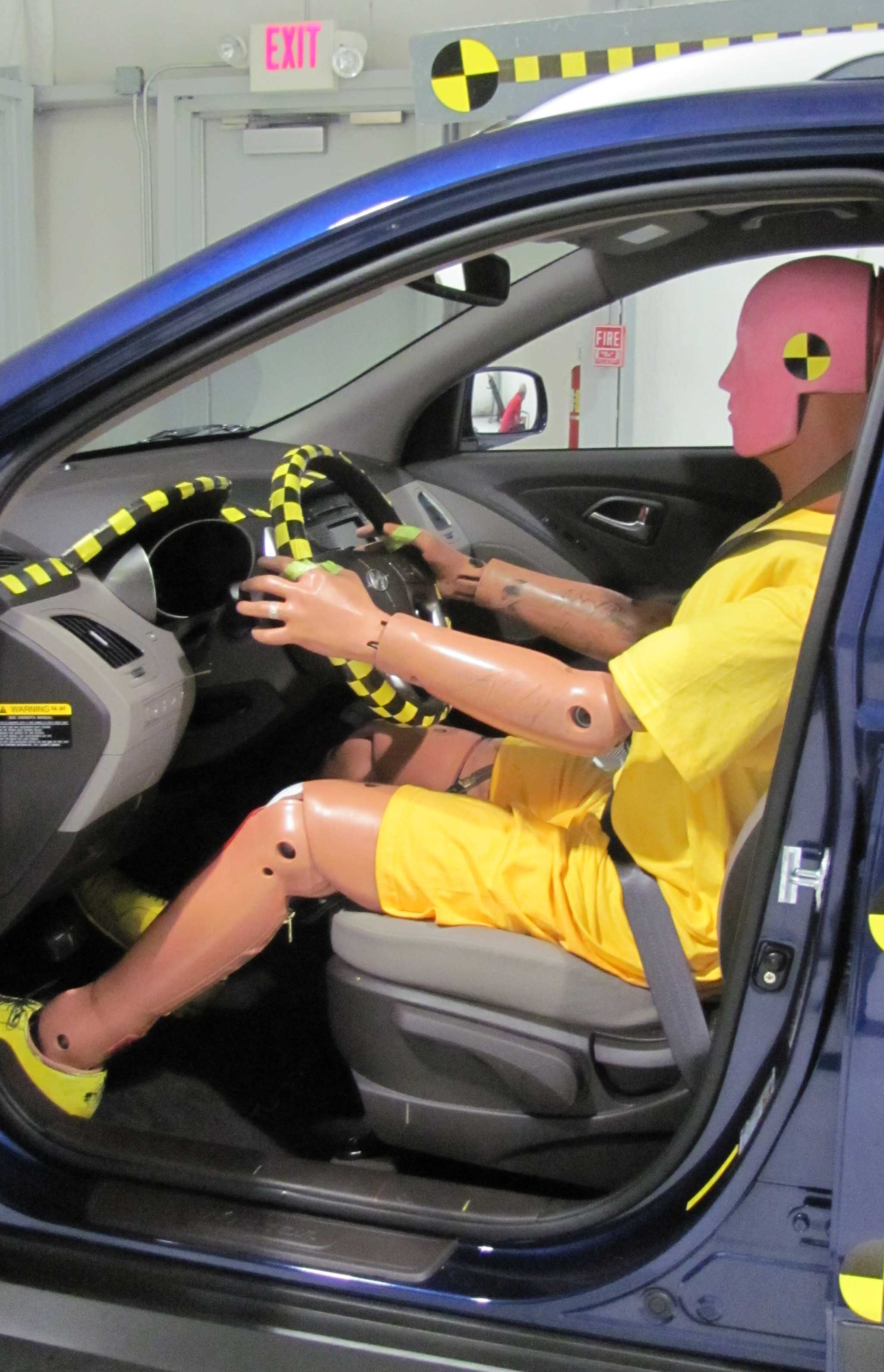
충돌 테스트는 자동차 안전의 구성 요소 중 하나이다.

자동차 안전은 모터 비클과 관련된 교통 사고의 발생 및 결과를 최소화하기 위한 자동차 설계, 건설, 장비 및 규제의 연구 및 실무이다. 도로 교통 안전은 더 넓게 도로 설계를 포함한다.
모터 비클 안전을 개선하기 위한 최초의 공식적인 학술 연구 중 하나는 뉴욕 버펄로의 코넬 항공 연구소에서 수행되었다. 그들의 광범위한 보고서의 주요 결론은 안전벨트와 패딩 처리된 계기판의 중요성이다. 그러나 교통 관련 죽음과 부상의 주요 원인은 보행자라는 주요 피해자에 비해 자동차의 불균형한 질량과 속도이다.
세계보건기구(WHO)에 따르면 전 세계에서 판매되는 자동차의 80%는 주요 안전 기준을 준수하지 않는다. 단 40개국만이 자동차 안전에 관한 가장 중요한 7가지 규정의 전체 세트를 채택했다.
미국에서는 8분마다 모터 비클에 의해 보행자가 부상을 입으며, 한 번의 외출당 차량 탑승자보다 모터 비클 충돌로 사망할 확률이 1.5배 높다.
도로 및 모터 비클 설계의 개선으로 모든 선진국에서 부상 및 사망률이 꾸준히 감소했다. 그럼에도 불구하고, 자동차 충돌은 부상 관련 사망의 주요 원인이며, 2004년에 총 120만 명으로 추정되며, 이는 모든 원인으로 인한 총 사망자의 25%에 해당한다. 자동차로 인해 사망한 사람 중 거의 3분의 2는 보행자이다. 위험 보상 이론은 생명 구제의 효능에도 불구하고 안전 장치, 규정 및 차량 개조에 반대하는 주장에 사용되었다.
Together for Safer Roads (TSR)와 같은 도로 및 자동차 안전 증진을 위한 연합체는 전 세계 민간 부문 기업들을 산업 전반에 걸쳐 모아 도로 안전 개선에 협력한다. TSR은 회원들의 지식, 데이터, 기술 및 글로벌 네트워크를 결합하여 전 세계 및 지역 사회에 영향을 미칠 수 있는 5가지 도로 안전 분야에 집중한다.
자율 사물의 증가 추세는 기존의 주요 안전 문제를 해결하고 새로운 문제를 생성하는 무인 자동차로의 전환에 의해 크게 주도된다. 무인 자동차는 가장 위험한 요소인 운전자를 제거함으로써 기존 차량보다 더 안전할 것으로 예상된다. 스탠퍼드 법학대학원의 인터넷 및 사회 센터는 "모터 비클 충돌의 약 90%는 적어도 부분적으로 인적오류로 인해 발생한다"고 주장한다. 그러나 ISO 26262와 같은 안전 표준이 요구되는 안전을 명시하더라도, 허용 가능한 안전을 입증하는 것은 여전히 업계의 부담이다.

## 직업 운전
미국 직장에서 업무 관련 도로 충돌은 외상성 부상으로 인한 사망의 주요 원인이다. 1992년에서 2000년 사이에 거의 12,000명의 사망자가 발생했다. 이러한 도로 충돌로 인한 사망과 부상은 인명 피해 외에도 고용주에게 비용 증가와 생산성 손실을 초래한다. 트럭 운전사는 다른 직업의 근로자보다 사망률이 높은 경향이 있지만, 직장에서의 자동차 안전에 대한 우려는 대형 트럭 운영에 국한되지 않는다. 운수업계 외부의 근로자들은 배송, 판매 및 수리 요청, 고객 방문 등을 위해 회사 소유 차량을 일상적으로 운전한다. 이러한 경우, 차량을 제공하는 고용주는 일반적으로 안전, 유지 보수 및 교육 정책 설정에 중요한 역할을 한다. 비업무용 운전과 마찬가지로, 젊은 운전자는 특히 위험에 처해 있다. 직장에서 1992년에서 2000년 사이에 미국에서 18세 미만 근로자의 모든 치명적인 부상 중 45%는 교통 사고로 인한 것이었다.

## 능동 및 수동 안전
"능동" 및 "수동"이라는 용어는 자동차 안전 분야에서 간단하지만 중요한 용어이다. "능동 안전"은 충돌 방지를 돕는 기술을 의미하며 "수동 안전"은 충돌 시 탑승자를 보호하는 데 도움이 되는 차량 구성 요소(주로 에어백, 안전벨트 및 차량의 물리적 구조)를 의미한다.

### 충돌 방지
충돌 방지 시스템과 장치는 운전자를 돕고, 점점 더 차량 자체를 도와 충돌을 피하게 한다. 이 범주에는 다음이 포함된다.
- 차량의 전조등, 리플렉터 및 기타 자동차 조명
- 차량의 거울
- 차량의 제동기, 스티어링 및 서스펜션 시스템

#### 운전자 보조
충돌 방지의 부분집합은 운전자 보조 시스템으로, 운전자가 장애물을 감지하고 차량을 제어하도록 돕는다. 운전자 보조 시스템에는 다음이 포함된다.
- 피로, 주의력 부족 또는 산만함으로 인한 충돌을 방지하기 위한 운전자 주의 감지 시스템(DADS)[12]
- 자동긴급제동장치 시스템으로 충돌을 방지하거나 심각도를 줄인다.
- 자동차 야간 투시경 시스템으로 전조등 범위를 넘어 시야 거리를 늘린다.
- 어댑티브 헤드램프는 헤드라이트 빔의 방향과 범위를 제어하여 운전자가 곡선을 통과하는 길을 밝히고 다른 운전자의 시야를 부분적으로 가리지 않고 시야 거리를 최대화한다.
- 후방 센서, 후진 시 운전자에게 잘 보이지 않는 물체를 경고한다.
- 후방 카메라
- 어댑티브 크루즈 컨트롤로 앞차와의 안전 거리를 유지한다.
- 차선 유지 보조 시스템으로 의도치 않은 차선 이탈 시 운전자에게 경고한다.
- 타이어 공기압 경보장치 또는 디플레이션 감지 시스템
- 트랙션 컨트롤 시스템으로 구동 바퀴가 미끄러지기 시작하면 트랙션을 복원한다.
- 차체 자세 제어 장치, 통제 상실이 임박했을 때 개입한다.
- ABS
- 전자식 제동력 분배 시스템
- 비상 제동 보조 시스템
- 코너링 제동 제어 시스템
- 전방 안전거리 확보 측정 및 속도 제어 시스템
- 프리크래시 시스템
- 자동 주차 시스템
- 장애물 감지 센서 시스템은 운전자에게 차량이 물체에 얼마나 가까이 있는지 알려주며, 일반적으로 인치 단위로 근접 거리를 제공한다.

### 충돌 안전성

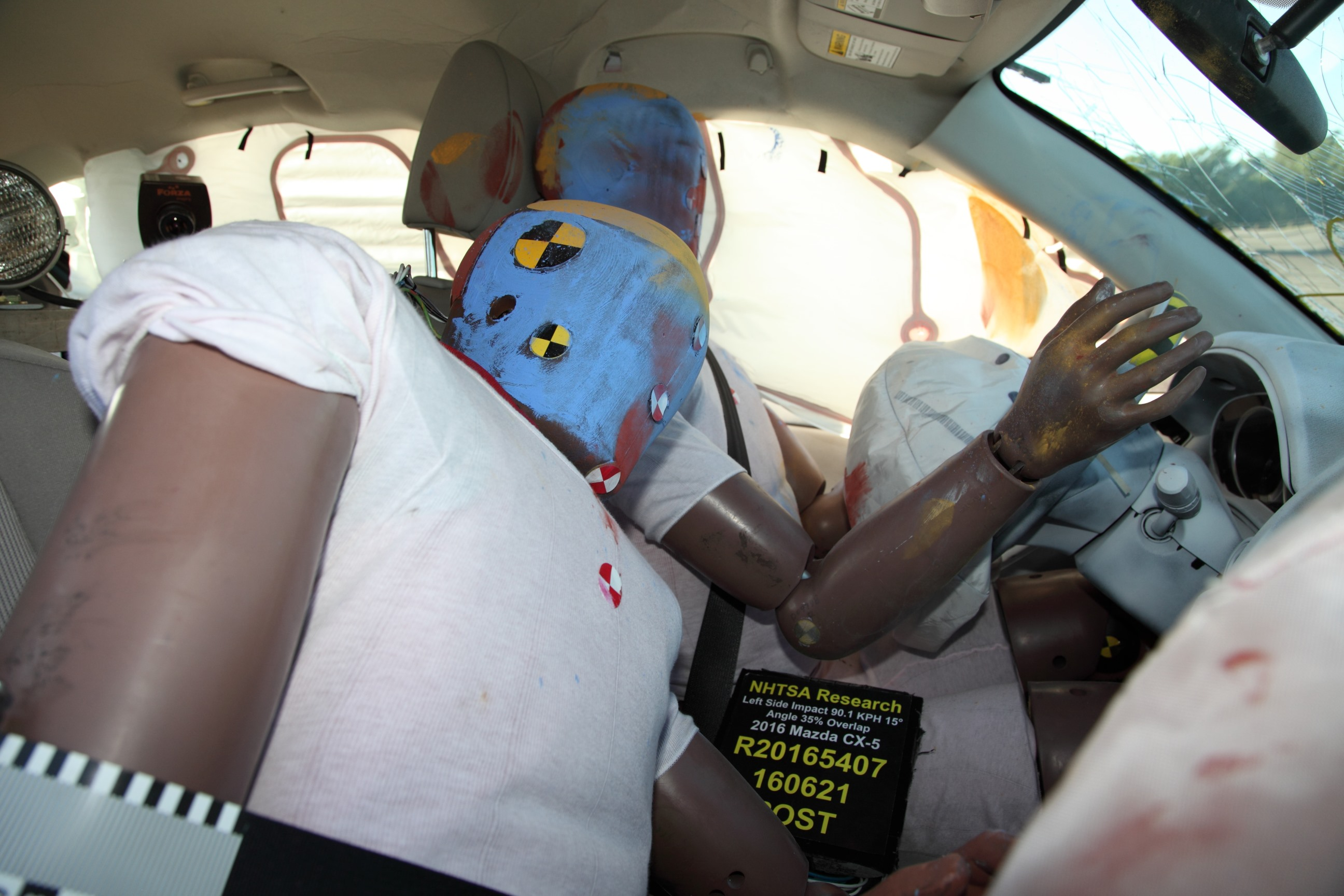
마쓰다 CX-5 크로스오버에서 충돌 테스트를 받는 수동 안전 장치

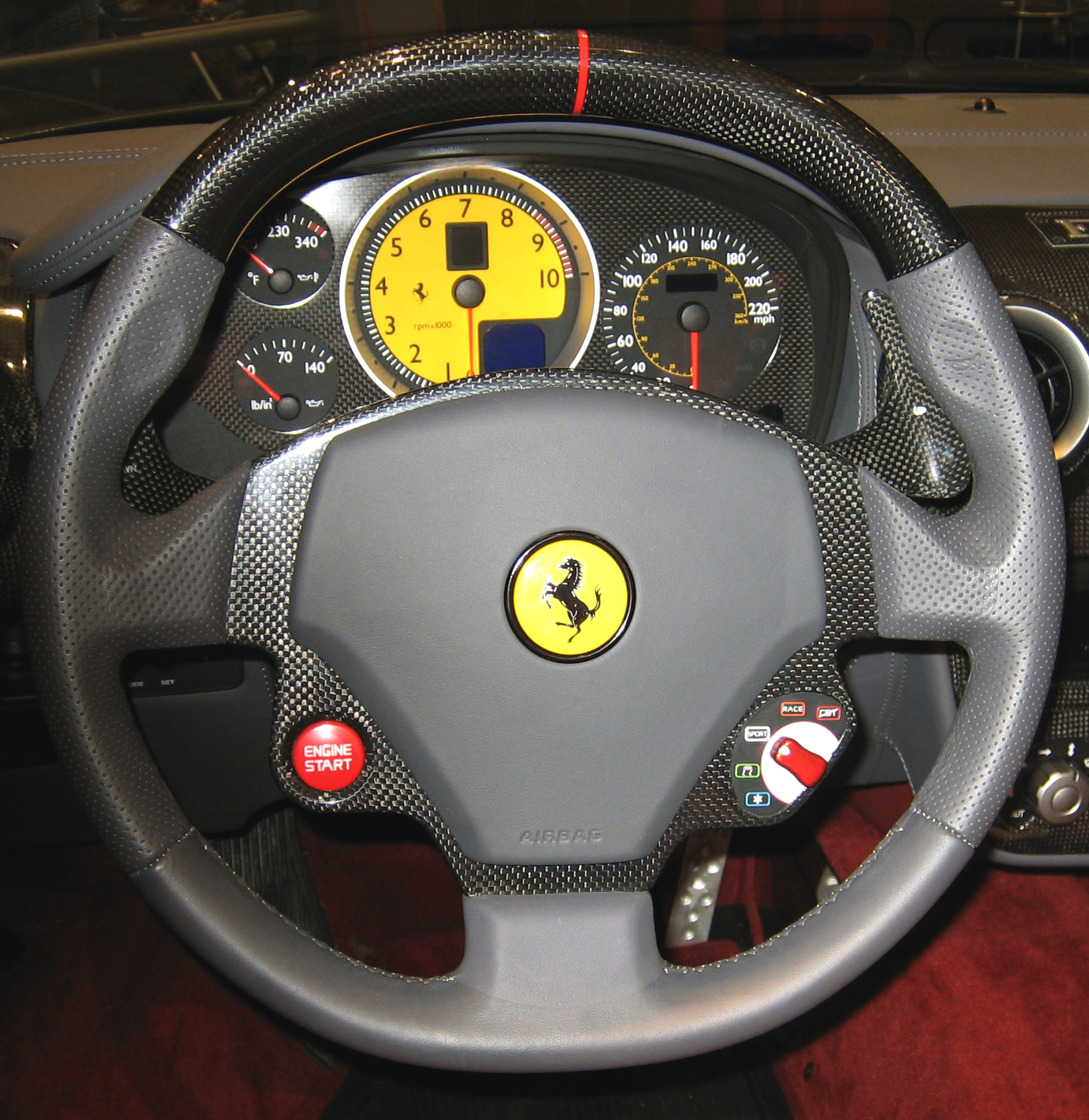
에어백이 장착된 페라리 F430 스티어링 휠

충돌 안전 시스템 및 장치는 충돌이 임박하거나 실제로 발생할 때 부상의 심각도를 예방하거나 줄인다. 많은 연구는 인체 측정 충돌 테스트용 인형을 사용하여 수행된다.
- 안전벨트는 탑승자의 전방 이동을 제한하고, 에너지를 흡수하기 위해 늘어나 충돌 시 탑승자의 음의 가속 시간을 늘려 탑승자의 신체에 가해지는 부하를 줄인다. 이들은 탑승자가 차량에서 튕겨 나가는 것을 방지하고 에어백 작동에 적절한 위치에 있도록 보장한다.
- 에어백은 차량 내부의 다양한 부분과의 차량 탑승자 충돌을 완화하기 위해 팽창한다. 가장 중요한 것은 운전자의 머리가 스티어링 휠과 도어 필러에 직접 부딪히는 것을 방지하는 것이다.
- 라미네이트 윈드실드는 충격 시 한 조각으로 유지되어, 안전벨트를 착용하지 않은 탑승자의 머리 침투를 방지하고 충돌 직후 차량 제어를 위한 최소한의 충분한 투명도를 유지한다. 또한 안전 셀의 결합된 구조 부품이기도 하다. 강화 유리 측면 및 후면 창은 일반 유리가 들쭉날쭉한 파편으로 부서지는 대신 최소한의 날카로운 모서리를 가진 과립으로 부서진다.
- 크럼플 존은 충돌의 힘을 흡수하고 소산시켜 승객 공간에서 멀리 떨어뜨리고 차량 탑승자에 대한 음의 가속 충격력을 줄인다. 차량에는 전면, 후면 및 측면 크럼플 존(볼보 SIPS와 같은)도 포함된다.
- 안전 셀—승객 공간은 충돌 시 높은 하중을 받는 지점에 고강도 재료로 보강되어 차량 탑승자를 위한 생존 공간을 유지한다. 발 공간 침투는 안전 셀의 인식된 고장 모드이며, 침입 방지 바는 측면 충돌 시 보호를 다루는 구성 요소 중 하나이다.
- 충돌 시 유니버셜 조인트가 있는 접이식 스티어링 칼럼과 스티어링 휠 에어백. 스티어링 시스템은 전면 축 뒤에 장착되어 전면 크럼플 존에 의해 보호된다. 이것은 정면 충돌 시 운전자가 칼럼에 부딪히거나 심지어 관통될 위험과 심각도를 줄인다.
- 보행자 보호 시스템.
- 계기판 및 기타 내부 부품의 패딩, 충돌 시 탑승자가 부딪힐 가능성이 있는 차량 영역에, 그리고 그러한 영역에서 멀리 장착 브래킷의 신중한 배치.
- 화물 칸막이는 SUV, 스테이션 왜건 및 밴과 같은 차량에서 승객 및 화물 칸 사이에 물리적 장벽을 제공하기 위해 때때로 장착된다. 이들은 고정되지 않은 화물에 의해 탑승자가 부상을 입는 것을 방지하는 데 도움이 된다. 또한 차량 전복 시 지붕이 무너지는 것을 방지하는 데 도움이 될 수 있다.

### 충돌 후 생존율
충돌 후 생존율은 사고 발생 후 운전자와 승객이 생존할 확률이다. 고급 자동 충돌 알림과 같은 기술은 비상 서비스에 자동으로 전화를 걸고 차량 충돌에 대한 정보를 보낼 수 있다.

### 보행자 안전

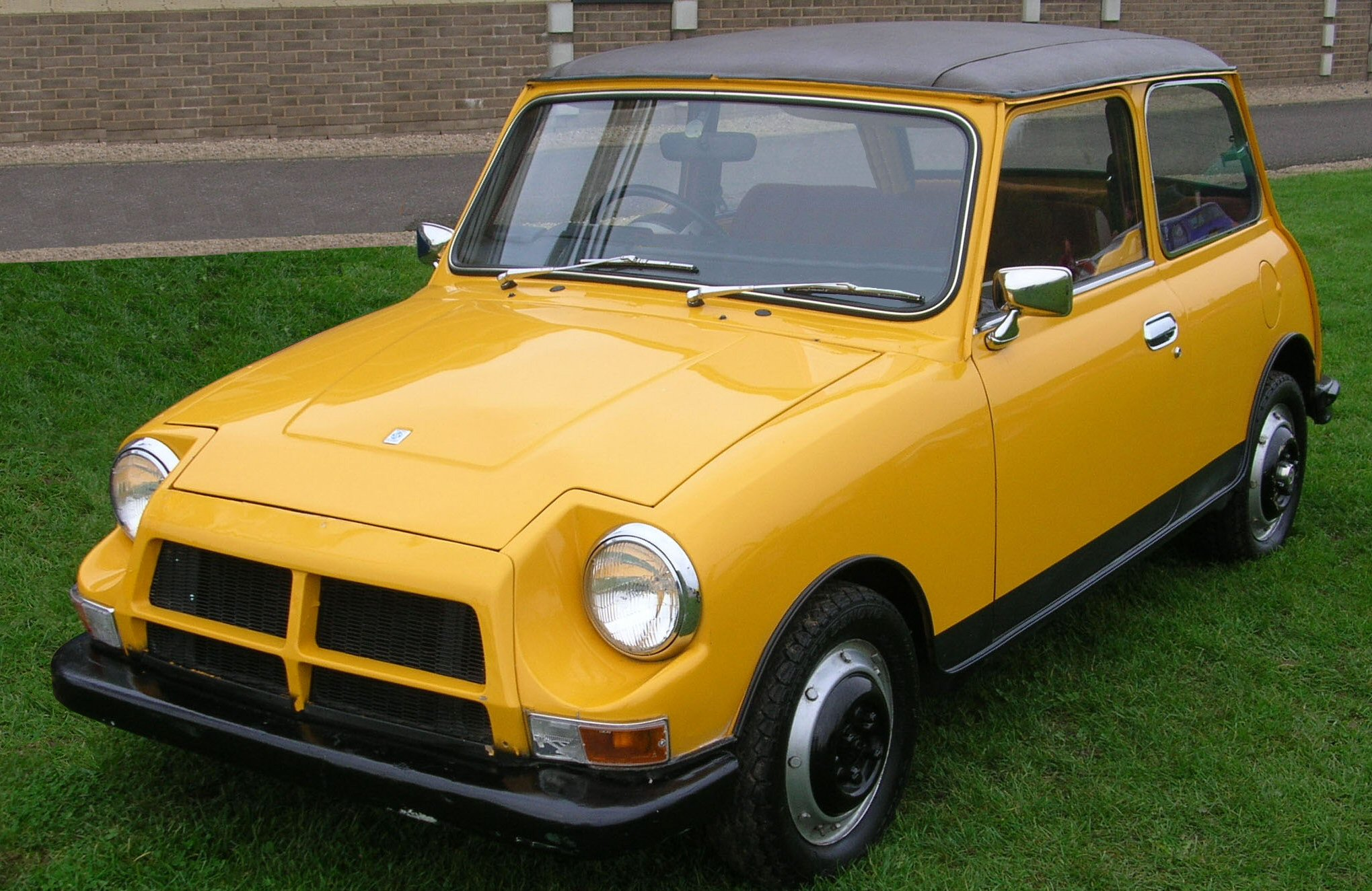
1974년 미니 실험 안전 차량으로 "보행자 친화적"인 전면부를 특징으로 한다.

자동차는 운전자와 승객에게는 비교적 안전하지만, 보행자에게는 훨씬 더 위험하다. 연간 130만 명의 자동차 관련 사망자 중 3분의 2는 보행자이다. 적어도 1970년대 초부터 자동차-보행자 충돌 시 보행자 안전에 대한 차량 설계에 대한 관심이 주어졌다. 유럽의 제안은 그곳에서 판매되는 자동차에 최소/최대 후드 높이를 요구할 것이다. 2006년부터 사륜구동 및 SUV의 유행인 "불바" 사용은 2002년에 모든 신차에서 금지된 후 유럽 연합에서 불법이 되었다.

### 시야 확보

#### 조명 및 반사경
차량에는 차량의 존재, 위치, 너비, 길이 및 진행 방향을 표시하고 운전자의 의도와 행동을 다른 운전자에게 전달하기 위한 다양한 조명과 반사경이 장착되어 있다. 여기에는 차량의 전조등, 전면 및 후면 위치 램프, 측면 마커 조명 및 반사경, 방향 지시등, 정지(브레이크) 램프 및 후진 램프가 포함된다. 북미의 통학 버스와 세미트레일러 트럭은 야간 시야 확보를 위해 측면 및 후면 경계를 따라 재귀반사 스트립을 부착해야 한다.
주간주행등은 1970년대 중반부터 북유럽 국가에서, 1990년부터 캐나다에서, 2011년 2월 7일부터 유럽 연합 전역에서 의무화되었다.

#### 차량 색상
2004년에 자동차 색상과 안전 간의 관계에 대한 논문은 이전 연구들이 과학적으로 결론적이지 않았다고 언급했다. 그 이후 스웨덴 연구에서는 분홍색 자동차가 가장 적은 충돌에 연루되고 검은색 자동차가 가장 많은 충돌에 연루되었다고 밝혔다(Land transport NZ 2005). 뉴질랜드 오클랜드에서는 한 연구에서 은색 자동차가 심각한 부상률이 현저히 낮고 갈색, 검은색, 녹색 자동차는 더 높은 비율을 보였다고 밝혔다. 모나쉬 대학교 사고 연구 센터(MUARC)가 수행하고 2007년에 발표한 차량 색상 연구는 1987년에서 2004년 사이에 오스트레일리아 빅토리아주와 서오스트레일리아주에서 발생한 855,258건의 충돌 사고를 분석했으며, 이로 인해 부상이 발생하거나 차량이 견인되었다. 이 연구는 조명 조건별 위험을 분석했다. 연구 결과, 주간에는 검은색 자동차가 흰색 자동차보다 충돌에 연루될 가능성이 12% 더 높았고, 이어서 회색 자동차가 11%, 은색 자동차가 10%, 빨간색 및 파란색 자동차가 7%로 나타났으며, 다른 색상은 흰색보다 유의미하게 더 위험하거나 덜 위험한 것으로 나타나지 않았다. 새벽이나 황혼에는 검은색 자동차의 위험 비율이 흰색 자동차보다 47%로 급증했고, 은색 자동차는 15%로 증가했다. 어두운 시간에는 빨간색 및 은색 자동차만이 흰색보다 유의미하게 더 위험한 것으로 나타났으며, 각각 10%와 8%였다.

### 사용되지 않는 안전 기능
자동차 안전에 대한 많은 발명과 아이디어들이 제시되었지만, 실제 생산 자동차에 적용된 적은 없었다. 그러한 항목으로는 (더 나은 시야를 제공하기 위한) 운전석 중앙 배치 (맥라렌 F1 슈퍼카는 예외)와 제어 스틱 스티어링이 포함된다.

## 역사

### 18세기~19세기
자동차 안전은 기계화된 도로 차량 개발의 초기부터 문제가 되었을 수 있다. 니콜라 조제프 퀴뇨가 1771년에 만든 두 번째 증기 동력 "파르디에르"(포병 트랙터)는 시연 중 벽에 충돌했다고 일부에서 보고한다. 그러나 조르주 아지옹에 따르면, 이 사건에 대한 가장 이른 언급은 1801년으로 거슬러 올라가며, 동시대 기록에는 나타나지 않는다. 기록된 가장 초기 자동차 관련 사망 사고 중 하나는 1869년 8월 31일 아일랜드 패슨즈타운에서 발생한 메리 워드 (과학자)의 사망 사고이다.

### 1920년대
1922년, 듀젠버그 모델 A는 최초로 4륜 유압 제동기를 장착한 자동차가 되었다.

### 1930년대
1930년, 안전 유리가 모든 포드 자동차의 표준이 되었다. 1930년대에는 성형외과 의사 클레어 L. 스트레이스(Claire L. Straith)와 의사 C. J. 스트릭랜드(C. J. Strickland)가 안전벨트와 패딩 처리된 계기판 사용을 주장했다. 스트릭랜드는 미국 자동차 안전 연맹을 설립했다.
1934년에 GM은 첫 번째 장벽 충돌 테스트를 수행했다.
1936년, 허드슨 테라플레인은 최초의 후방 제동 시스템을 장착했다. 유압 제동기가 고장 나면 제동기 페달이 뒷바퀴를 위한 기계식 제동기 세트를 활성화한다.
1937년, 크라이슬러, 플리머스, 디소토, 닷지는 평평하고 부드러운 대시보드에 매립형 제어 장치, 둥근 도어 핸들, 고무로 만든 와이퍼 제어 장치, 그리고 뒷좌석 승객을 보호하기 위해 두껍게 패딩된 앞좌석 등받이와 같은 항목들을 추가했다.

### 1940년대
1942년, 휴 드헤이븐(Hugh DeHaven)은 50피트에서 150피트 높이에서의 추락 생존에 대한 고전적인 역학적 분석을 발표했다.
1947년, 미국의 터커 세단은 세계 최초로 패딩 처리된 계기판을 장착했다. 또한 스티어링 휠과 함께 회전하는 중앙 전조등, 전면 강철 격벽, 그리고 전면 안전실이 함께 제공되었다.
1949년, 사브는 항공기 안전 사상을 자동차에 통합하여 사브 92를 안전 케이지를 갖춘 최초의 생산 사브 자동차로 만들었다.
또한 1949년, 크라이슬러 임페리얼 크라운은 표준 디스크 브레이크를 장착한 최초의 자동차였다.

### 1950년대
1955년, 미국 공군 군의관이자 미국 군의감의 자문을 담당했던 그는 자동차를 더 안전하게 만드는 방법에 대한 기사를 썼다. 안전벨트와 패딩 처리된 계기판과 같은 일반적인 안전 기능 외에도 범퍼 충격 흡수 장치가 도입되었다.
1956년, 포드는 라이프가드 안전 패키지를 통해 미국인들이 더 안전한 자동차를 구매하도록 유도하는 데 실패했다. (그럼에도 불구하고 이 시도는 포드에게 1956년 모터트렌드의 "올해의 자동차" 상을 안겨주었다.)
1958년, 유엔은 자동차 안전을 발전시키는 국제 표준 기관인 세계 차량 규제 조화 포럼을 설립했다. 안전벨트 및 롤 케이지 구조와 같은 생명을 구하는 많은 안전 혁신이 이 포럼의 후원 하에 시장에 출시되었다. 같은 해, 볼보 엔지니어 닐스 볼린은 3점식 랩 및 숄더 안전벨트를 발명하고 특허를 획득했으며, 이는 1959년에 모든 볼보 자동차의 표준 장비가 되었다. 다음 몇십 년 동안, 3점식 안전벨트는 산업화된 세계 전역의 규제 기관에 의해 모든 차량에 점진적으로 의무화되었다.
1959년, 아메리칸 모터스 코퍼레이션은 앞좌석에 최초의 선택 사양인 헤드레스트를 제공했다. 또한 1959년, 할리 얼(Harley Earl)이 디자인한 캐딜락 사이클론 컨셉은 차량의 노즈콘에 위치한 "레이더 기반 충돌 회피 시스템"을 갖추고 있어 차량 경로에 장애물이 있을 경우 운전자에게 가청 및 시각 신호를 보냈다.

### 1960년대
1964년 1월 1일 이후 미국에서 판매되는 신형 승용차에는 앞좌석 바깥쪽 랩 벨트가 의무화되었다.
1966년 9월 9일, 미국에서는 국가교통자동차안전법이 발효되어 최초의 의무적인 연방 자동차 안전 표준이 되었다.
1966년부터 미국 시장에서 판매되는 승용차는 패딩 처리된 계기판, 앞좌석 및 뒷좌석 바깥쪽 랩 벨트, 흰색 후진(백업) 램프를 장착해야 했다.
1966년, 미국은 자동차 안전을 목적으로 하는 미국 교통부를 설립했다. 미국 연방 교통안전위원회는 1967년 4월 1일에 독립 기관으로 창설되었지만, 행정과 자금 조달에 있어서 교통부에 의존했다. 그러나 1975년에 독립 안전 위원회법(P.L. 93-633; 49 U.S.C. 1901)에 의해 이 기관은 완전히 독립하게 되었다.
1967년, 캘리포니아 주 로스앤젤레스 시 및 카운티와 같은 주요 차량 구매자의 장비 사양은 미국에서 판매되는 대부분의 신차에 다음과 같은 안전 장치, 시스템 및 설계 기능의 자발적 설치를 장려했다.
- 승객실 내 돌출된 손잡이 및 제어 장치 제거
- 계기판 및 기타 내부 표면에 추가 패딩
- 앞좌석 바깥쪽 어깨 벨트 장착 지점
- 4방향 비상 깜빡이
- 자동변속기 기어 셀렉터의 통일된 P-R-N-D-L 기어 순서
- 이중 회로 제동 유압 시스템

1968년, 미국 고속도로 교통안전국의 전신 기관의 첫 연방 자동차 안전 표준이 발효되었다. 이 표준은 좌우 앞좌석 탑승자를 위한 숄더 벨트, 측면 마커 조명, 접이식 스티어링 컬럼 및 기타 안전 기능을 요구했다. 1969년에는 후방 충돌 시 경추부염좌 문제를 해결하기 위해 앞좌석 탑승자를 위한 헤드레스트가 추가되었다. 이러한 안전 요구 사항은 경량 픽업 트럭과 같은 "상업용"으로 분류된 차량에는 적용되지 않았다. 따라서 제조업체는 종종 이러한 차량에 이러한 하드웨어를 포함하지 않았지만, 많은 차량이 승용차 용도로 사용되었다.
볼보는 1964년 최초의 후방 장착 카시트를 개발하고 1978년 자체 부스터 시트를 도입했다.

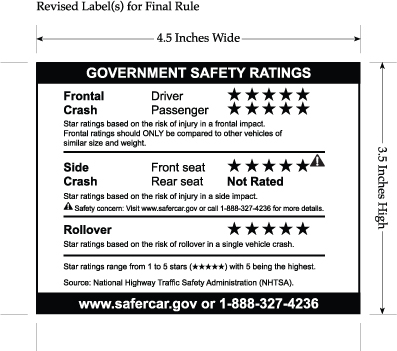
최소한 하나의 미국 NCAP 별 등급이 있는 차량에 대한 소비자 정보 라벨

### 1970년대
1974년, GM은 대형 캐딜락, 뷰익, 올즈모빌에 운전자 및 승객 에어백을 선택 사양으로 제공했다.
1976년, 충돌 테스트용 인형 하이브리드 III가 자동차 충돌의 영향을 평가하기 위해 도입되었다. 이 인형은 약 5피트 9인치 키에 78kg(171파운드) 무게의 50퍼센타일 남성을 나타냈다.
1979년, NHTSA는 인기 차종에 대한 충돌 테스트를 시작하고 그 결과를 공개하여 소비자에게 정보를 제공하고 제조업체가 차량의 안전을 개선하도록 장려했다. 처음에는 미국 NCAP(신차 평가 프로그램) 충돌 테스트가 연방 자동차 안전 표준 208의 탑승자 보호 조항 준수 여부를 조사했다. 이후 몇 년 동안 이 NHTSA 프로그램은 점차 범위가 확대되었다.

### 1980년대
1984년, 뉴욕주는 미국 최초로 승용차의 안전벨트법 사용을 의무화하는 법률을 통과시켰다. 안전벨트법은 이후 49개 주에서 채택되었다(뉴햄프셔주는 제외). NHTSA는 그 결과로 증가한 안전벨트 사용이 미국에서 연간 10,000명의 생명을 구한다고 추정한다.
1986년, 중앙 보조 제동등은 북미에서 의무화되었으며, 전 세계 대부분의 국가도 자동차 조명에 유사한 표준을 따랐다.
에어백은 1970년대 중반(예: 1974년 올즈모빌 토로나도)에 선택 사양으로 제공되었던 것과 달리, 1980년대에 생산 차량에 표준 장비로 처음 장착되었다. 1981년, 메르세데스-벤츠 W126 (S-클래스)에는 에어백이 선택 사양으로 제공되었다. 1987년, 포르쉐 944 터보는 운전자 및 승객 에어백을 표준 장비로 장착한 최초의 자동차가 되었으며, 944 및 944S에는 에어백이 선택 사양으로 제공되었다. 최초의 에어백은 또한 1987년 혼다 레전드에 장착되었다. 1988년, 크라이슬러 (기업)는 6개의 승용차 모델에 운전석 에어백을 표준 장착한 최초의 미국 회사가 되었다. 1989년, 크라이슬러 (기업)는 모든 국내 생산 자동차에 운전석 에어백을 설치한 최초의 미국 자동차 제조업체가 되었다.

### 1990년대
1995년, 미국고속도로안전보험협회 (IIHS)는 전방 오프셋 충돌 테스트를 시작했다.
같은 해, 볼보는 세계 최초로 측면 에어백이 장착된 차량인 850을 선보였다.
1996년, 유로 NCAP는 신차의 안전 성능을 테스트하고 차량 구매자에게 정보를 제공하기 위해 설립되었다. NHTSA 충돌 테스트는 현재 국제 NCAP 프로그램의 미국 지부로 운영 및 공개되고 있다.

### 2000년대
2000년, NHTSA는 부분적으로 자넷 펜넬(Janette Fennell)의 로비 노력 덕분에 다음 해 9월까지 신차에 트렁크 해제 장치를 의무화하는 규정을 발표했다.
2003년, IIHS는 측면 충돌 테스트를 시작했다. 2004년, NHTSA는 신차와 SUV의 전복 위험을 테스트하기 위한 새로운 테스트를 발표했다. 마쓰다 RX-8만이 5성 등급을 받았다.
또한 2003년, 고속도로 교통안전국 (NHTSA)은 충돌 테스트용 인형 하이브리드 III의 여성 버전을 도입했다. 이 더미는 기존 하이브리드 III를 축소한 버전으로, 1970년대 중반 기준 가장 작은 5%의 여성만을 대표했다.
2009년, 시트로엥은 보쉬와 협력하여 개발한 지능형 미끄럼 방지 시스템인 "스노모션"을 탑재한 세계 최초의 자동차를 선보였다. 이 시스템은 극심한 얼음이나 눈길에서 운전자에게 4x4와 유사한 수준의 제어력을 제공한다.
2009년, NHTSA는 6000파운드 이하 차량의 지붕 붕괴 기준을 상향 조정했다. 새로운 기준은 붕괴 하중 요구 사항을 차량 연석 중량의 1.5배에서 3배로 늘렸다.

#### 2010년대
2011년부터 EU에서는 보행자 보호 규정(EC) 78/2009에 따라 신차에 제동 보조 시스템이 장착되어야 한다.
2012년부터 미국에서 판매되는 10,000파운드 미만의 모든 자동차에는 차체 자세 제어 장치가 필수적으로 장착되어야 한다.
2014년, 일반 안전 규정(EC) No 661/2009에 따라 유럽 연합에서 ESP(전자식 안정화 프로그램) 및 타이어 공기압 경보장치가 의무화되었으며, 운전석 안전벨트 알림 및 ISOFIX 시스템도 함께 도입되었다.
2015년, 안전한 도로가 공동의 책임임을 인지하여, Together for Safer Roads (TSR)가 공식적으로 출범하여 민간 부문의 도로 안전 노력을 유엔 도로 안전 10년 행동 계획과 일치시켰다.
2016년과 2017년에는 EU에서 오토바이에 ABS가 의무화되었다.
2018년, EU에서는 eCall이 의무화되었고, 미국에서는 후방 카메라가 의무화되었다.
2019년, EU는 일반 안전 규정(GSR)을 개정했으며, 개정안에는 다음 자동차 안전 기능이 포함된다.
- 지능형 속도 보조 (ISA)
- 운전자 졸음 감지 (DDR-AW)
- 산만함 경고
- 이벤트 데이터 레코더 (EDR)
- 고급 비상 제동
- 음주운전 방지장치 설치 촉진 (ALC)
- 타이어 공기압 경보장치 (TPMS)
- 비상 정지 신호 (ESS)
- 차선 유지 보조 시스템
- 주차 센서 (REV)
- 안전벨트 경고 시스템은 차량의 모든 좌석을 포함한다.
- 차량 마스터 제어 스위치
- 운전자 모니터링 시스템

또한, GSR 업데이트에서 차량 설계와 관련하여 여러 규제 변경이 이루어졌으며, 다음과 같은 사항이 의무화되었다.
- 머리 충격 구역 확장.
- 버스, 밴, 대형 트럭의 사각지대 감소.
- 수용 인원 22명 이상, 서서 갈 수 있는 버스에 대한 이동 약자를 위한 접근성 개선.
- 전면 보호 시스템 관련 규정.
- 이전에는 밴, SUV, MPV가 높이 및 차량 특성 관련 규정에서 면제되었으나, 이러한 면제가 개정되었다.

## 안전 동향
미국에서는 2015년부터 2020년까지 매년 약 34,000명이 교통사고로 사망했다. 연료 가격의 급등과 그에 따른 운전자 행동 변화로 인해 2007-2008년 미국의 고속도로 사망자 수는 1961년 사망자 수 이하로 감소했다. 소송은 더 안전한 자동차를 의무화하는 데 큰 역할을 했다.
유럽 연합(EU 28)에서 안전은 심각한 문제로, 2018년과 2017년에는 각각 25,249명의 사망자와 약 130,000명의 심각한 부상이 발생했다. 전반적으로 2001년에서 2018년 사이에 EU의 도로 사망자 수는 2001년 55,092명에서 2018년 25,249명으로 거의 50% 감소했다. 2018년 EU의 평균 도로 사망률은 백만 명당 49명이었다. 또한 2018년에는 루마니아가 백만 명당 96명이 도로에서 사망하여 이 부문에서 최악의 수치를 기록했고, 벨기에는 백만 명당 52명으로 중간 점수를 기록했으며, 영국은 백만 명당 28명이 사망하여 가장 좋은 점수를 기록했다.

### 국제 비교
1996년, 미국은 자동차 10,000대당 약 2명의 사망자를 기록한 반면, 독일은 1.9명, 프랑스는 2.6명, 영국은 1.5명이었다. 1998년, 영국에서는 3,421건의 치명적인 사고가 발생하여 1926년 이래 가장 적은 수치를 기록했다. 2010년에는 이 수치가 1,857명으로 더욱 감소했으며, 이는 2009년-2010년 폐차 보조금 제도의 영향으로 분석되었다.
1960년대 이후 미국이 누렸던 상당한 교통 안전 우위는 2002년에 크게 줄어들었으며, 미국 개선율은 차량 1000대당 사망자 수 기준으로 오스트레일리아, 오스트리아, 캐나다, 덴마크, 핀란드, 독일, 영국, 아이슬란드, 일본, 룩셈부르크, 네덜란드, 뉴질랜드, 노르웨이, 스웨덴, 스위스에 뒤쳐져 16위에 머물렀고, 차량 주행 1억 마일당 사망자 수 기준으로는 1위에서 10위로 떨어졌다.

### 미국 특성
미국의 교통 안전은 다양한 기관에서 모니터링한다.

다른 대부분의 선진국과 달리 미국의 1인당 도로 사고 사망자 수는 2010년대 초반에 감소세가 역전되었다.

중대형 차량 사용 경향에 대한 연구에 따르면, 미국과 다른 국가들 간의 중요한 차이점은 미국에서 픽업 트럭과 SUV의 상대적으로 높은 보급률이다. 2003년 미국 교통 연구 위원회의 연구에 따르면, SUV와 픽업 트럭은 승용차보다 훨씬 덜 안전하며, 비미국 브랜드 차량이 미국 브랜드 차량보다 더 안전한 경향이 있고, 차량의 크기와 무게는 차량 공학의 품질보다 안전에 훨씬 적은 영향을 미친다. 미국에서 대형 상업용 트럭 교통량은 1960년대 이후 상당히 증가했지만, 고속도로 용량은 미국 고속도로의 대형 상업용 트럭 교통량 증가에 발맞추지 못했다. 그러나 다른 요인들도 상당한 영향을 미친다. 캐나다는 미국과 비슷한 차량 구성에도 불구하고 도로 사망 및 부상률이 더 낮다. 그럼에도 불구하고 트럭 기반 차량의 승용차 운송 수단으로의 광범위한 사용은 차량 안전 성능 자체로 인해 직접적으로, 그리고 북미에서 그러한 차량 사용을 용이하게 하는 상대적으로 낮은 연료 비용을 통해 간접적으로 도로 사망 및 부상과 관련이 있다. 자동차 사망률은 연료 가격이 상승함에 따라 감소한다.
미국 NHTSA는 1980년대 중반 이후 상대적으로 적은 수의 규제를 발표했다. 20세기 마지막 3분의 1 동안 미국에서 차량 사망률 감소는 1968년부터 1984년까지 발표된 초기 NHTSA 안전 표준과 이후 차량 제조업체의 자발적인 차량 설계 및 건설 변경을 통해 이루어졌다.

## 특정 인구 집단에 대한 문제

### 여성
자동차 디자인 분야는 전통적으로 남성 중심적이라는 특징을 가지고 있다. 결과적으로 남성 자동차 디자이너에 비해 자동차 안전 분야의 여성 자동차 디자이너가 부족했다. 이는 미국에서 판매되는 모든 신차의 62%를 차지하는 여성 소비자를 위한 자동차 안전 및 인체 공학에서 간과되는 부분을 초래한다. 미국고속도로안전보험협회 (IIHS)에 따르면, 여성은 남성보다 사고를 당할 가능성이 적다. 그러나 여성은 남성에 비해 자동차 사고로 사망할 가능성이 17% 더 높고, 심각한 부상을 입을 가능성이 73% 더 높다. 후방 충돌 시 여성 운전자는 남성 운전자에 비해 체중이 가벼워 더 빠르게 앞으로 튕겨져 나가기 때문에 경추부염좌 부상을 입을 위험이 더 높다.
임신 중인 여성은 안전벨트와 에어백을 올바르게 계속 사용해야 한다. 미시간 대학교 연구에 따르면 "안전벨트를 착용하지 않거나 부적절하게 착용한 임산부는 올바르게 착용한 임산부보다 태아에게 부정적인 결과가 발생할 가능성이 5.7배 더 높다." 안전벨트가 충분히 길지 않으면 자동차 제조업체나 애프터마켓 공급업체에서 연장 장치를 구할 수 있다.

### 영유아 및 어린이
어린이는 대부분의 성인보다 훨씬 작고 가볍기 때문에 안전한 차량을 설계하고 생산하는 데 상당한 어려움을 제기한다. 또한, 어린이는 단순히 축소된 성인이 아니라 아직 발달되지 않은 골격계를 가지고 있다. 이는 에어백과 안전벨트와 같은 차량 구속 시스템이 효과적이지 못할 뿐만 아니라 어린 아이들을 구속하는 데 사용될 경우 위험할 수 있음을 의미한다. 이를 인식하여 많은 의료 전문가와 관할 구역에서는 특정 연령, 키 및 체중 미만의 어린이가 카시트 및 뒷좌석에 앉도록 권장하거나 요구한다.
유럽에서는 ECE 규정 R44에 따라 150cm 미만의 어린이는 체중에 적합한 아동용 보호 장구에 탑승해야 한다. 각 나라는 이 규정을 자체적으로 조정한다. 예를 들어, 영국에서는 어린이가 135cm가 되거나 12세가 될 때까지 아동용 보호 장구에 탑승해야 한다. 다른 예로, 오스트리아에서는 승용차 운전자가 150cm 미만이고 14세 미만의 사람들을 적절한 아동용 안전 시트에 앉혀야 할 책임이 있다. 또한 3세 미만의 어린이가 "보안 시스템"(실제로 차량에 안전벨트나 아이소픽스와 같은 기술 시스템이 장착되어 있지 않다는 의미) 없이 승용차에 탑승하는 것은 허용되지 않으며, 3세에서 14세 사이의 어린이는 뒷좌석에 탑승해야 한다.
스웨덴에서는 140cm 미만의 어린이 또는 성인이 활성 에어백이 있는 좌석에 탑승하는 것을 법적으로 금지하고 있다.
대부분의 의료 전문가와 생체 역학 엔지니어는 2세 미만의 어린이가 후방을 향하는 아동용 보호 장구에 탑승할 때 훨씬 더 안전하다는 데 동의한다.
차일드 록 및 운전자 제어 파워 윈도우 잠금 제어 장치는 어린이가 차량 내부에서 문과 창문을 여는 것을 방지한다.
차량에 남겨진 영유아
매우 어린 아이들은 의도적이든 부주의든 간에 주차된 자동차에 방치될 경우 더위나 추위로 인해 사망할 수 있다. 2004년, 미국 NHTSA는 뜨거운 자동차에 방치된 어린이들의 연간 사망자가 25명으로 추정된다고 밝혔다.

### 10대 운전자
영국에서는 17세에 정식 운전 면허를 취득할 수 있으며, 미국 대부분의 지역에서는 16세에 정식 운전 면허를 발급하며, 모든 지역은 14세에서 18세 사이이다. 게다가 10대 운전자는 상대적으로 경험이 부족할 뿐만 아니라 성인 운전자에 비해 인지적으로 미성숙하다. 이러한 복합적인 요인으로 인해 이 연령층의 충돌률이 상대적으로 높다.
일부 지역에서는 신규 운전자의 차량에 경고 표지를 부착하여 다른 운전자에게 차량이 경험이 부족한 초보 운전자에 의해 운전되고 있음을 알려야 하며, 이를 통해 다른 운전자들이 더욱 신중하게 운전하고 초보 운전자에게 더 많은 여유를 줄 수 있도록 장려한다. 미국 뉴저지 주에는 10대 운전자 차량에 데칼을 부착해야 하는 카일레이의 법(Kyleigh's Law)이 있다.
오스트레일리아, 미국, 캐나다, 뉴질랜드와 같은 일부 국가에서는 특별한 규칙이 적용되는 단계별 운전 면허 제도를 운영하고 있다. 2010년까지 미국의 모든 주에서는 18세 미만 운전자에게 단계별 운전 면허를 요구했다. 이탈리아에서는 신규 운전자에게 최대 속도와 차량 출력이 제한된다. 루마니아에서는 신규 운전자(경험 1년 미만)의 최대 속도가 국가 표준보다 20km/h 낮다(마을, 소도시, 대도시 제외). 많은 미국 주에서는 18세에게 어린 운전자들이 직면하는 일부 요구 사항을 건너뛸 수 있도록 허용하는데, 통계에 따르면 이는 신규 운전자들 사이에서 더 높은 충돌률을 야기할 수 있다. 뉴저지는 21세까지 신규 운전자에게 동일한 요구 사항을 적용하여 이 문제를 해결할 수 있다.

### 질병
2017년 메이요 클리닉 회보에 발표된 연구에 따르면, 대부분의 질병을 가진 운전자들은 안전하게 운전했지만, 정신과적 질환이나 약물 남용을 가진 운전자들은 특히 위험한 운전 위험이 더 높았다. 이 연구는 또한 신경학적 질환을 가진 운전자들이 전체 연구 인구(벨기에) 중에서 운전 평가를 위해 의뢰된 대다수를 차지했지만, 가장 위험한 운전자들은 아니었다고 보고했다.

### 노인
미국 보험 통계에 따르면, 1975년과 2000년을 비교했을 때 노인 사망자 수가 30% 증가했다.
몇몇 주에서는 노인 운전자를 대상으로 추가 검사를 요구한다. 운전자 1인당 기준으로 볼 때, 치명적 및 전체 사고 건수는 나이가 들면서 감소하며, 75세 이상 운전자의 경우 일부 예외가 있다. 전반적인 추세는 운전 경험이 많고 불리한 조건에서의 운전을 피하기 때문일 수 있다. 그러나 주행 마일당 기준으로 볼 때, 25-30세 미만 및 65-70세 이상 운전자는 사고율이 현저히 높다. 사고 생존율은 피해자의 연령에 따라 단조롭게 감소한다.
노인들에게 흔한 문제는 어떤 건강 상태나 생물학적 노화가 운전을 중단해야 할 정도로 심각한 문제를 야기하는가의 문제이다. 어떤 경우에는 이것이 개인적인 독립성을 포기하는 것을 의미하지만, 도시 지역에서는 종종 대중교통에 더 의존해야 함을 의미한다. 많은 대중교통 시스템은 노인들에게 할인 요금을 제공하며, 일부 지방 정부는 이 연령층을 특별히 대상으로 하는 "노인 셔틀"을 운행한다.

## 차량 프로그램
충돌 발생 시 운전자에게 책임이 있다고 일반적으로 생각되지만, 차량도 충돌에 기여할 수 있으며, 충돌의 3%에서 5%까지 차지할 수 있다.
두 가지 종류의 프로그램이 존재한다: 신차의 경우 신차평가제도, 기타 차량의 경우 차량 검사.

### NCAP

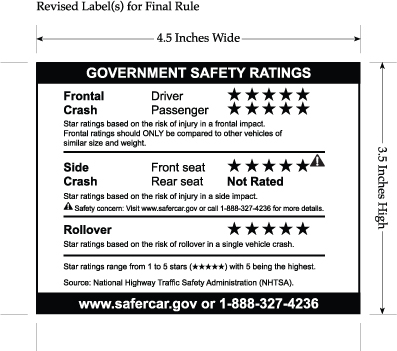
최소한 하나의 NCAP 별 등급이 있는 차량에 대한 소비자 정보 라벨

신차평가제도는 다양한 안전 위협에 대한 신차 설계의 성능을 평가하는 정부 또는 기관 자동차 안전 프로그램이다.
잘 알려진 두 NCAP는 1978년의 미국 신차평가제도와 1997년의 유로 NCAP이다.

### 법적 차량 검사
차량 검사는 많은 국가에서 국가 또는 지방 정부가 의무화하는 절차로, 차량이 안전, 배기가스 또는 둘 다를 규율하는 규정에 부합하는지 확인하기 위해 차량을 검사한다. 검사는 주기적으로 또는 차량의 소유권 이전 시 등 다양한 시기에 요구될 수 있다.
정기적으로 요구되는 경우, 영국에서는 MOT 테스트 또는 EU 지침에서는 도로 적합성 테스트라고 부를 수 있다. 일반적인 간격은 2년(EU) 및 1년(영국)이다. 차량이 검사를 통과하면 종종 차량의 윈드실드 또는 차량 번호판에 스티커가 부착되어 나중에 제어를 간소화하지만, 일부 국가(예: 1994년 이후 네덜란드)에서는 더 이상 필요하지 않다.
차량은 검사 예정일이 되면 검사소에서 테스트를 받는다. 대부분의 미국 검사 데칼/스티커는 월 번호와 연도를 표시한다. EU 지침에서는 이들을 테스트 센터라고 부른다.
미국에도 차량 검사 제도가 존재한다.
오스트레일리아 빅토리아주에서는 차량의 구조, 타이어(트레드 깊이), 휠, 엔진, 스티어링, 서스펜션, 제동기, 조명 및 안전벨트와 같은 안전 기능이 점검된다.

### 기타 안전 조치
타이어는 정기적으로 점검해야 한다.
타이어 점검은 중요하며, 적절한 차량 제어를 위해 타이어와 도로 사이의 적절한 접촉이 필요하기 때문이다.

## 같이 보기
- 자동차 산업
- 전방 안전거리 확보
- 인공 승객
- 오로라 안전 자동차 (1957년)
- 자동 고속도로 시스템
- 자동차 디자인
- 자동차 안전 등급
- 사각지대
- 자동차 핸들링
- 충돌 테스트용 인형
- 충돌 안전성
- SUV 비판
- 크럼플 존
- 전면 보호 시스템
- 방어 운전
- 문 개방 사고
- 무인 자동차
- 긴급 도로 서비스
- 유로 NCAP
- 실험 안전 차량
- 연방 자동차 운수국 (FMCSA)
- 근로자 도로 안전
- 위험물 표식
- 미국고속도로안전보험협회
- 스마트 카
- 측면 지원
- 생명 위기 시스템
- 도로 안전 관리 시스템
- 휴대폰과 운전 안전
- 오토바이 안전
- 고속도로 교통안전국
- 미국 연방 교통안전위원회
- 옴니뷰 기술
- 보행자 보호 시스템
- 위험 보상 이론
- 안전 운전의 날
- 세이프티 카
- 안전 공학자
- 안전공학
- 스마트카
- 교통심리학
- 도로 교통 안전
- 여행 안전
- 어떤 속도에서도 안전하지 않다
- 차량 검사
- 미국의 차량 검사
- 차량 복구
- 차량 안전 기술
- 미국의 업무 관련 도로 안전
- 유럽의 도로 안전

## 추가 문헌
- Furness, S; Connor, J; Robinson, E; Norton, R; Ameratunga, S; Jackson, R (2003). 《Car colour and risk of car crash injury: Population based case control study》. 《BMJ》 327. 1455–1456쪽. doi:10.1136/bmj.327.7429.1455. PMC 300804. PMID 14684646.
- Wai Chen; Shengwei Cai (2005). 《Ad hoc peer-to-peer network architecture for vehicle safety communications》. 《IEEE Communications Magazine》 43. 100–107쪽. doi:10.1109/MCOM.2005.1421912. S2CID 10423453.
- Reumerman, H.-J; Roggero, M; Ruffini, M (2005). 《The application-based clustering concept and requirements for intervehicle networks》. 《IEEE Communications Magazine》 43. 108–113쪽. doi:10.1109/MCOM.2005.1421913. S2CID 11548000.
- “Safe vehicle colours”. Land transport NZ. 2005. 2006년 2월 2일에 원본 문서에서 보존된 문서. 2006년 1월 1일에 확인함.
- Peden M, McGee K, Sharma G (2002). “The injury chart book: a graphical overview of the global burden of injuries” (PDF). Geneva, World Health Organization. 2005년 11월 24일에 원본 문서 (PDF)에서 보존된 문서. 2006년 1월 1일에 확인함. ISBN 978-92-4-156220-1
- Physics Today, January 2006, "Vehicle Design and the Physics of Traffic Safety"
- Evans, Leonard (2004). 《Traffic Safety》. Science Serving Society. ISBN 978-0-9754871-0-5.